# الأسد والجوهرة
الأسد والجوهرة (بالإنجليزية: The Lion and the Jewel) هي مسرحية كتبها الكاتب النيجيري وولي سوينكا، وقد قُدِّمت لأول مرة عام 1959 في مدينة إيبادان، ثم عُرضت عام 1966 على مسرح رويال كورت في لندن.وترجمها للعربية نسيم مجلى وصادرت عن المركز القومي للترجمة سنة 2013.

## الملخص
توثّق المسرحية الصراع بين باروكا، الزعيم التقليدي ("الأسد")، ولاكُنلي، المعلّم الحداثي، على حق الزواج من سيدي، "الجوهرة". تمثّل المسرحية صراعًا رمزيًا بين التقاليد الأفريقية والحداثة الغربية، وتنتقد الطبقات المثقفة التي تبنّت القيم الاستعمارية دون وعي ثقافي.

## الشخصيات
باروكا: زعيم قرية "إيلوجينلي"، يبلغ من العمر 62 عامًا، ويُمثّل الحكمة التقليدية.
لاكُنلي: معلم شاب، يسعى إلى "تحديث" القرية، لكنه يُصوّر كشخص سطحي ومتعالٍ.
سيدي: فتاة قروية جميلة، يتنافس كل من باروكا ولاكُنلي على الزواج بها.
سادكو: الزوجة الأولى لباروكا، ماكرة وذكية.
إيلاتو: زوجة باروكا المفضّلة سابقًا.
المسّاح: شخصية استعمارية ثانوية.

## الحبكة
تقع أحداث المسرحية في يوم واحد (الصباح، الظهيرة، المساء). تبدأ بصراع لفظي بين لاكُنلي وسيدي، ثم بمحاولة باروكا التودد إلى سيدي. تنتهي المسرحية بقبول سيدي الزواج من باروكا، ورفضها للاكُنلي، الذي يُصوَّر في النهاية كمنفصل عن الواقع.

## المواضيع
- الصراع بين الحداثة والتقليد.[4]
- تصوير المرأة كغنيمة أو رمز ثقافي.
- التعليم كأداة تغريب سطحي مقابل الحكمة التقليدية.
- دور الرقص والأغنية في التعبير الثقافي الأفريقي.[5]

## آراء نقدية

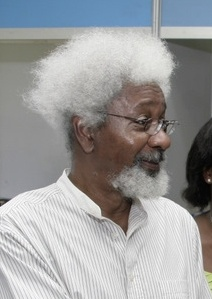
وولي سوينكا كاتب الأسد والجوهرة

وصفتها مجلة African Forum بأنها "إحياء للمسرح كطقس ثقافي وفني".
قالت عنها مجلة West Africa إن سوينكا "أهم كاتب في أفريقيا السوداء".
كتبت The Times Educational Supplement أن المسرحية "ليست ترويجًا ثقافيًا، بل أدبٌ أصيل الجذور".
وعلّقت The Times (لندن) سنة 1966 أن: "هذه المسرحية وحدها كافية لتُظهر عظمة المسرح النيجيري".